# 32.º Regimiento Aéreo
El 32.º Regimiento Aéreo (32. Flieger-Regiment) fue una unidad de la Luftwaffe de la Alemania nazi. 

## Historia
Fue formado el 16 de agosto de 1942, a partir del 32.º Regimiento de Instrucción Aérea. Disuelto en octubre de 1944, a excepción del I Batallón, que permaneció en la Fortaleza Saint Nazaire hasta el final.
En octubre de 1943:
- IV Batallón/32.º Regimiento Aéreo se convierte en el I Batallón/94.º Regimiento Aéreo
- V Batallón/32.º Regimiento Aéreo se convierte en el I Batallón/91.º Regimiento Aéreo.

El 1 de julio de 1944:
- Plana Mayor/32.º Regimiento Aéreo en Angers
- I Batallón/32.º Regimiento Aéreo en Brest, Lorient y Vannes
- II Batallón/32.º Regimiento Aéreo en Angulema
- III Batallón/32.º Regimiento Aéreo en Angers

## Orden de batalla
- 1943; Plana Mayor, I. - V.
- 1944: Plana Mayor, I. - III.
- 1945: I.